# Везунчик (фільм)
«Везунчик» (англ. Fluke) — американська сімейна драма з елементами комедії 1995 року на основі повісті «Fluke» (1977) Джеймса Герберта.

## Сюжет
Томас П. Джонсон гине в автомобільній катастрофі, а його душа опиняється в тілі новонародженого цуценяти, якому жінка-безхатченко дала прізвисько Везунчик (англ. Fluke). У нього з'являється друг — пес Рамбо, який ділиться своїм життєвим досвідом. Поступово Везунчик згадує, що вже жив, будучи людиною, і у нього були дружина і син, які потребують його захисту. Після загибелі Рамбо Везунчик кидається на пошуки своєї колишньої сім'ї. Знайшовши, він захищає їх, як йому здається, від ворогів, але поступо згадує все про колишнє життя, виявивши, що не завжди був правий тоді і робить помилки знову. Врятувавши від небезпеки сина, він назавжди залишає його і дружину під наглядом іншої людини, свого колишнього друга, а сам прямує жити в лісі, де знаходить свого друга Рамбо, тепер вже в тілі білки.

## В ролях
| Актор          | Роль             |
| -------------- | ---------------- |
| Меттью Модін   | Томас П. Джонсон |
| Ерік Штольц    | Джефф Ньюман     |
| Ненсі Тревіс   | Керол Джонсон    |
| Макс Померанк  | Браян Джонсон    |
| Білл Коббс     | Берт             |
| Рон Перлман    | Сильвестр        |
| Джон Політо    | бос              |
| Коллін Вілкокс | Белла            |

## Голоси
| Актор                | Роль     |
| -------------------- | -------- |
| Меттью Модін         | Везунчик |
| Семюел Лірой Джексон | Рамбо    |

## Нагороди
На 22-ій церемонії премії «Сатурн» фільм був номінований як найкращий фентезійний фільм, а Макс Померанк — як найкращий молодий актор.